# WTA-kampioenschap dubbelspel 1994
Het WTA-kampioenschap dubbelspel van 1994 vond plaats van donderdag 24 tot en met zondag 27 maart 1994 in de Amerikaanse stad Wesley Chapel (Florida). Het was de 20e editie van het toernooi. Er werd gespeeld op de gravelbanen van het Saddlebrook Resort.
De titelverdedigsters, de Amerikaanse Gigi Fernández en Wit-Russin Natallja Zverava, waren als eerste geplaatst en verloren in de finale van de Tsjechische Jana Novotná en de Spaanse Arantxa Sánchez Vicario.
Er waren geen deelneemsters uit de Lage Landen.

## Geplaatste teams
- Ranglijstpositie op 21 maart 1994

| Nr. | Team                                 | Rang    | Resultaat    | Uitgeschakeld door                   |
| --- | ------------------------------------ | ------- | ------------ | ------------------------------------ |
| 1.  | Gigi Fernández Natallja Zverava      | 1+2=3   | finale       | Jana Novotná Arantxa Sánchez Vicario |
| 2.  | Jana Novotná Arantxa Sánchez Vicario | 3+4=7   | winnaressen  | winnaressen                          |
| 3.  | Patty Fendick Meredith McGrath       | 6+7=13  | halve finale | Gigi Fernández Natallja Zverava      |
| 4.  | Larisa Neiland Elizabeth Smylie      | 8+12=20 | eerste ronde | Tracy Austin Pam Shriver             |

## Toernooischema
| Legenda | Legenda                  |
| ------- | ------------------------ |
| Q       | Qualifier                |
| WC      | Deelname via wildcard    |
| LL      | Lucky Loser              |
| r       | Opgave / trok zich terug |
| w/o     | Walk-over                |
| Alt     | Alternate                |
| SE      | Special Exempt           |
| PR      | Protected Ranking        |
| d       | Diskwalificatie          |